# Uros Khan
Uros (... – 1377) è stato un condottiero mongolo, Khan dell'Orda Bianca dal 1374 al 1377, anno della sua morte, quando gli successero brevemente i figli Toktakya e Temur Malik.

## Biografia
Uros era figlio di Chimtay e zio di Toktamish; era il discendente di Orda Khan e perciò anche di Gengis Khan in linea diretta; rifondò la città di Sygnak per ricostituire la capitale dell'Orda Bianca. Fu un condottiero talmente potente da dare guerra a Tamerlano.
Dopo il periodo di crisi ed anarchia succeduto all'insediamento di Mamai a capo dell'Orda Blu prima e dell'Orda d'Oro poi, i grandi Kahnati andavano frammentandosi in entità in conflitto tra loro;  Uros a questo punto si propose come condottiero dell'Orda Blu per tenere unite le tribù. Il suo apporto fu controverso e mai pienamente riconosciuto anche se fu proclamato Khan di entrambe le Orde per alcuni anni.

## Genealogia
Uros era il primogenito di Chimtay Khan;
Suoi figli furono:
- Toktakya Khan, ucciso poco dopo il padre, nel 1377
- Temur Malik, il suo successore
- Kutlugh Buga, ucciso assieme al padre nel 1377
- Koiridjak Khan, padre di Barak Khan a sua volta padre di Ulugh Mohammet patriarca della stirpe dei Khanato di Kazan e del Khanato di Kazim